# Nikolai Petrowitsch Tokarew

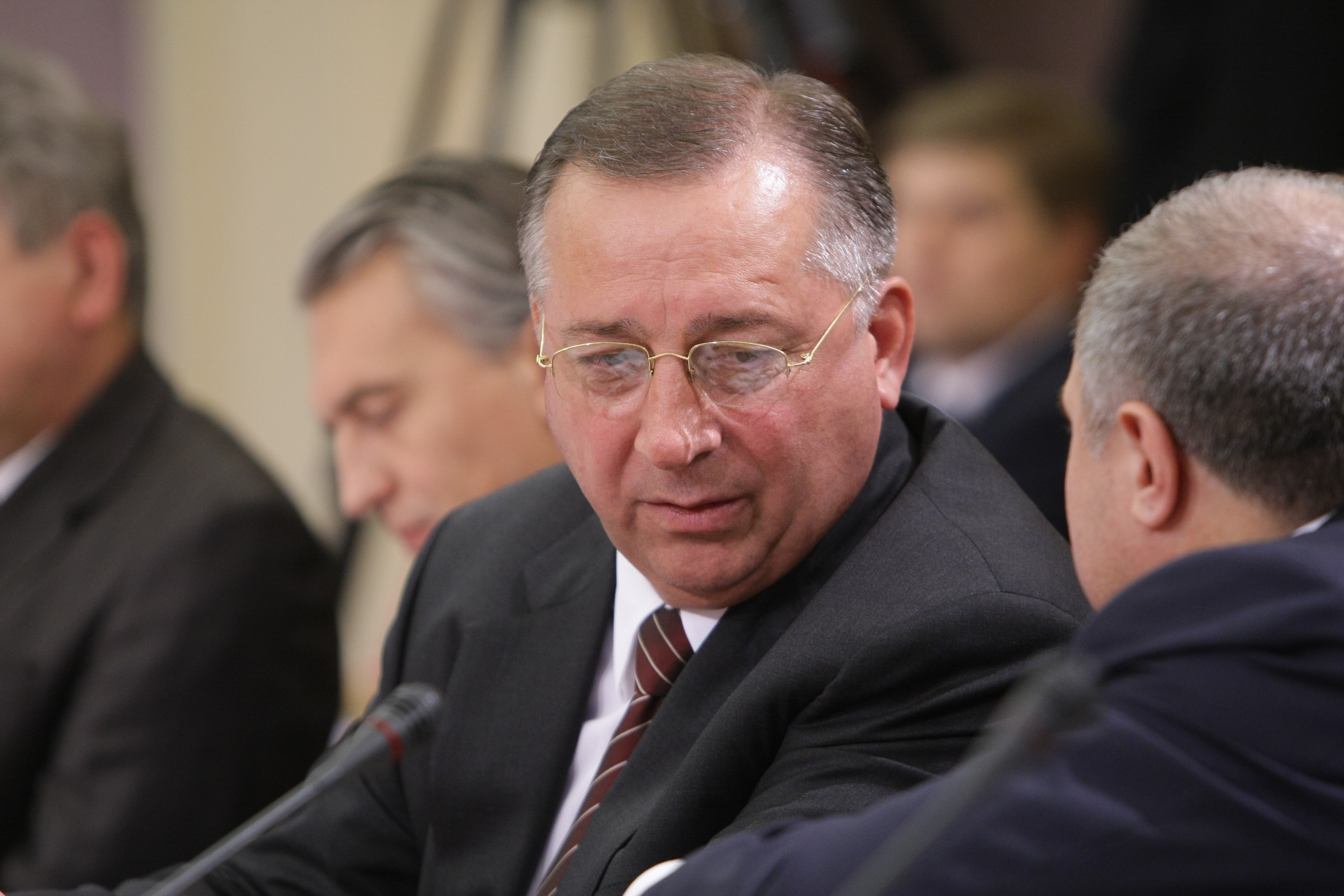
Nikolai Tokarew (2010)

Nikolai Petrowitsch Tokarew (russisch Николай Петрович Токарев; * 20. Dezember 1950 in Karaganda, Kasachische Sozialistische Sowjetrepublik, Sowjetunion) ist ein Oligarch, russischer Manager, Unternehmer und Chef des Öl-Pipelinebetreibers Transneft.

## Leben
Tokarew studierte am Karaganda Polytechnic Institute in Temirtau. Nach Angaben der Zeitungen Nowaja gaseta und Wedomosti war Tokarew als KGB-Offizier in den 1980er-Jahren in der KGB-Residentur Dresden in der DDR tätig, wo er mit Wladimir Putin bekannt war.
Von 1996 bis 1999 arbeitete er für die russische präsidiale Liegenschafts-Managementverwaltung. Von 2000 bis 2007 war er Präsident des russischen Unternehmens Sarubeschneft. Gegenwärtig leitet er das russische Unternehmen Transneft, das Pipelines herstellt und verlegt.

## Kritik
Der Kreml-Kritiker Alexei Nawalny warf Tokarew vor, mit Transneft indirekt in die Finanzierung der Residenz an der Schwarzmeerküste nahe Gelendschik verwickelt zu sein. Mehrere Staatsunternehmen, darunter Transneft, sollen mit Scheinverträgen den Bau mitfinanziert haben.
Wegen verschmutzter Rohstoffe in der Druschba-Pipeline (Дружба Družba, deutsch ‚Freundschaft‘) geriet er in Kritik. Die russischen Öllieferungen unter anderem nach Deutschland wurden unterbrochen. Putin wies Tokarew an, die Leitungen besser zu überwachen. Tokarew wird den Silowarchen zugerechnet.

## Sanktionen
Am 28. Februar 2022 setzte die Europäische Union ihn im Zusammenhang mit dem Überfall Russlands auf die Ukraine 2022 auf eine schwarze Liste.
Im März 2022 setzte die Regierung der Vereinigten Staaten ihn auf die Liste der Sanktionen.